# Římskokatolická farnost Sloup v Moravském krasu

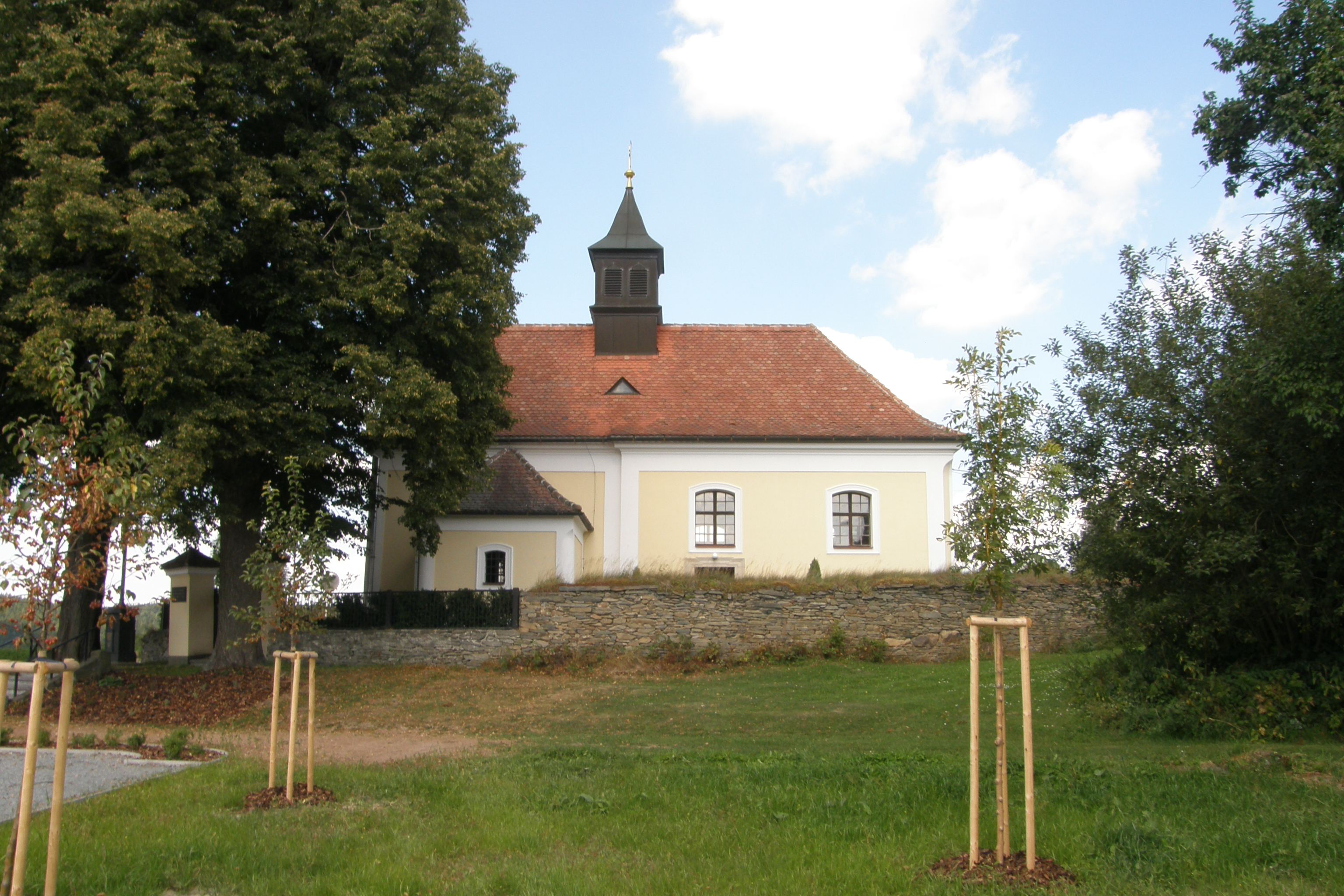
Filiální kostel sv. Mikuláše v Němčicích

Římskokatolická farnost Sloup v Moravském krasu je územní společenství římských katolíků v městysu Sloup s farním kostelem Panny Marie Bolestné. Farnost je součástí blanenského děkanství v rámci brněnské diecéze.

## Území farnosti
- Sloup – farní kostel Panny Marie Bolestné
- Němčice – filiální kostel sv. Mikuláše
- Šošůvka – kaple sv. Václava a sv. Anežky České
- Vavřinec – kaple svatého Vavřince

## Historie farnosti
Jde o mariánské poutní místo s kostelem Panny Marie Bolestné z roku 1754. Poutní místo je spojeno s úctou k milostné soše Panny Marie Bolestné, která ve Sloupě trvá již téměř 300 let.

## Duchovní správci
- Tadeáš Hof, oltářní kaplan (1750–1754)

1. František Czuma (1754–1774)
2. Ignát Dengler (1774–1777)
3. František Jakub Tichý (1778–1814)
4. Jan Nepomuk Stoklasa (1814–1814)
5. Josef Ignát Zauner (1814–1835)
6. Viktorin Jiřík (1835–1849)
7. Alois Wolf (1850–1890)
8. Josef Sychra (1891–1915)
9. František Géduš (1915–1935)
10. Eduard Pufberger (1935–1947)
11. Rudolf Dvořák (1947–1954)
12. Bohuslav Opěla (1954–1965)
13. Vladimír Kotoun (1965–1994)
14. František Kozár (1994–2005)
15. Karel Chylík (od 2005)[2]

## Bohoslužby
| Kostel                               | Místo   | Bohoslužba (den)                   | Hodina                      | Poznámka        |
| ------------------------------------ | ------- | ---------------------------------- | --------------------------- | --------------- |
| Panny Marie Bolestné                 | Sloup   | neděle pondělí středa pátek sobota | 7.30, 10.30 7.00 18.00 7.30 | farní kostel    |
| svatého Mikuláše                     | Němčice | neděle                             | 9.00                        | filiální kostel |
| svatého Václava a svaté Anežky České | Šošůvka | čtvrtek                            | 18.00                       | kaple           |

## Aktivity farnosti
Hlavními body poutní sezóny jsou církevní svátky Květný Pátek a třetí neděle v měsíci září (po svátku Panny Marie Bolestné 15. září). Na Květný Pátek podle starobylé tradice se vysluhuje semd po sobě jdoucích mší ke cti sedmi bolestí Panny Marie. Většina votivních poutí do Sloupa se drží od dob moru (1. polovina 19. století).
Den vzájemných modliteb farností za bohoslovce a bohoslovců za farnosti brněnské diecéze i Adorační den připadá na 9. září.
Farnost se každoročně účastní akce Noc kostelů.
Během roku 2015 byla dokončena obnova střechy farního kostela a kompletně vyměněna krytina (použita byla bobrovka, tašky hřebene i nárožní byly kladeny do maltového lože, bez použití novodobých tašek. 
V roce 2016 se farnost přihlásila do soutěže o nejlépe opravenou památku Jihomoravského kraje. Oprava farního kostela zvítězila v kategorii velké stavby. 
Každoročně se ve farnosti koná tříkrálová sbírka. V roce 2017 dosáhl výtěžek sbírky ve Sloupu Petrovicích 32 433 korun.

## Primice
V říjnu 1939 (měsíc po zahájení druhé světové války) sloužil ve sloupském kostele primici v byzantském ritu šošůvský rodák P. Bohumil Horáček, S.J. (1913–1984).
V březnu 1941 sloužil svou quasi-primici šošůvský rodák P. František Mikulášek, S.J., roku 1950 odsouzený v monstrprocesu s představiteli řeholních řádů v rámci Akce K.
Ve farnosti slavil primiční mši svatou 29. června 2014 R. D. Václav Hejč (Šošůvka).

## Fotogalerie

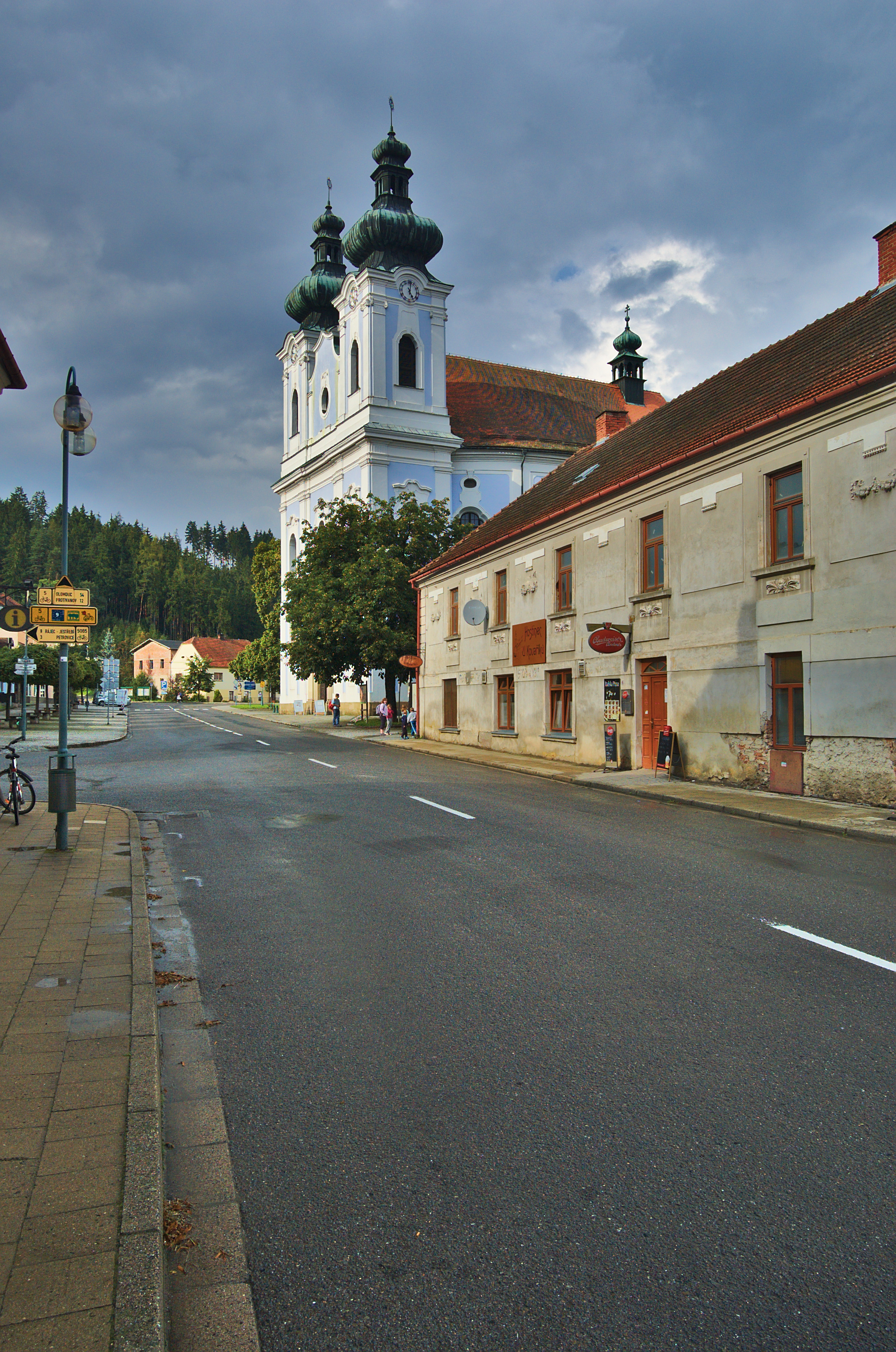
Kostel Panny Marie Bolestné, Sloup
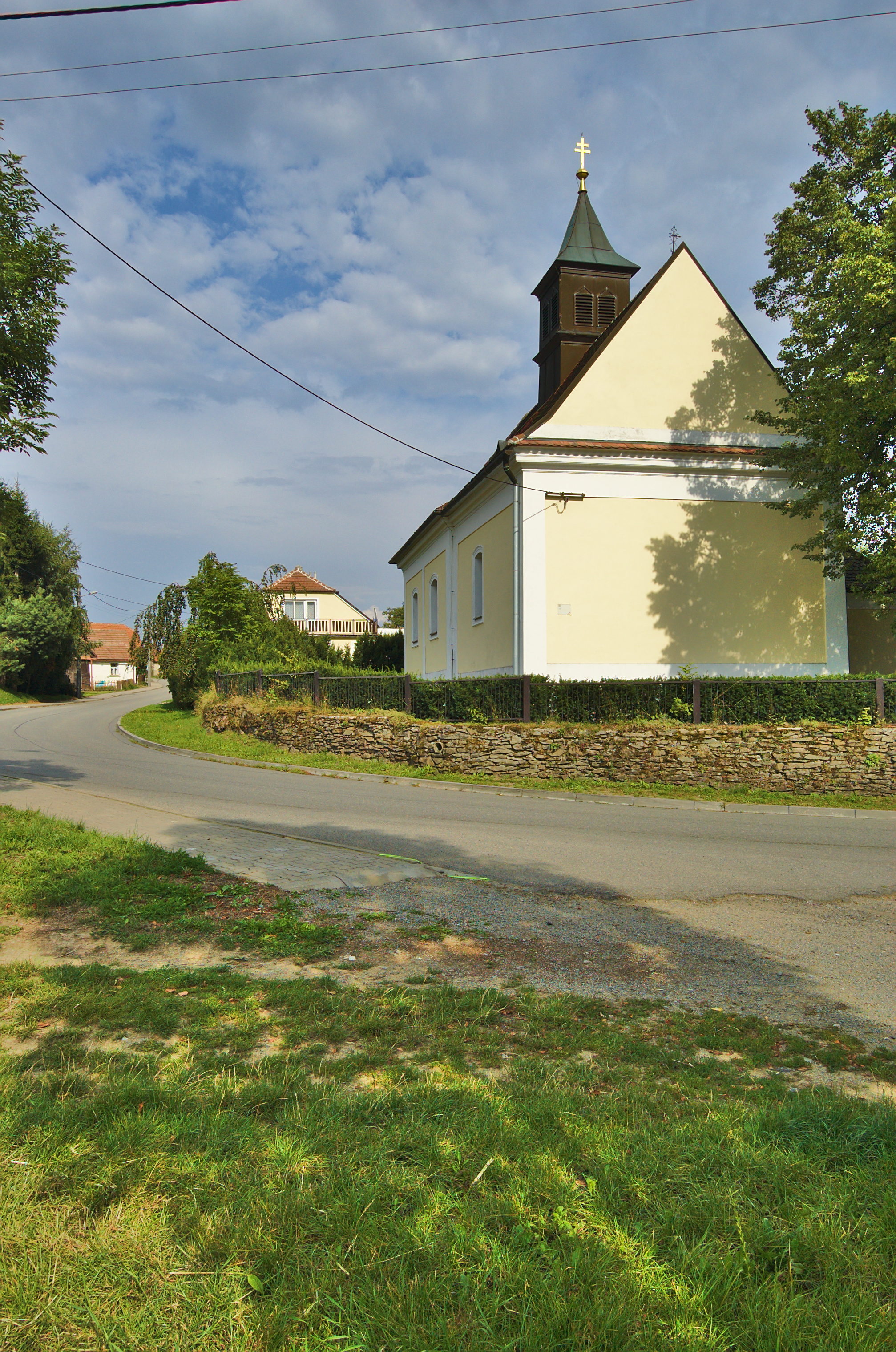
Kostel svatého Mikuláše, Němčice
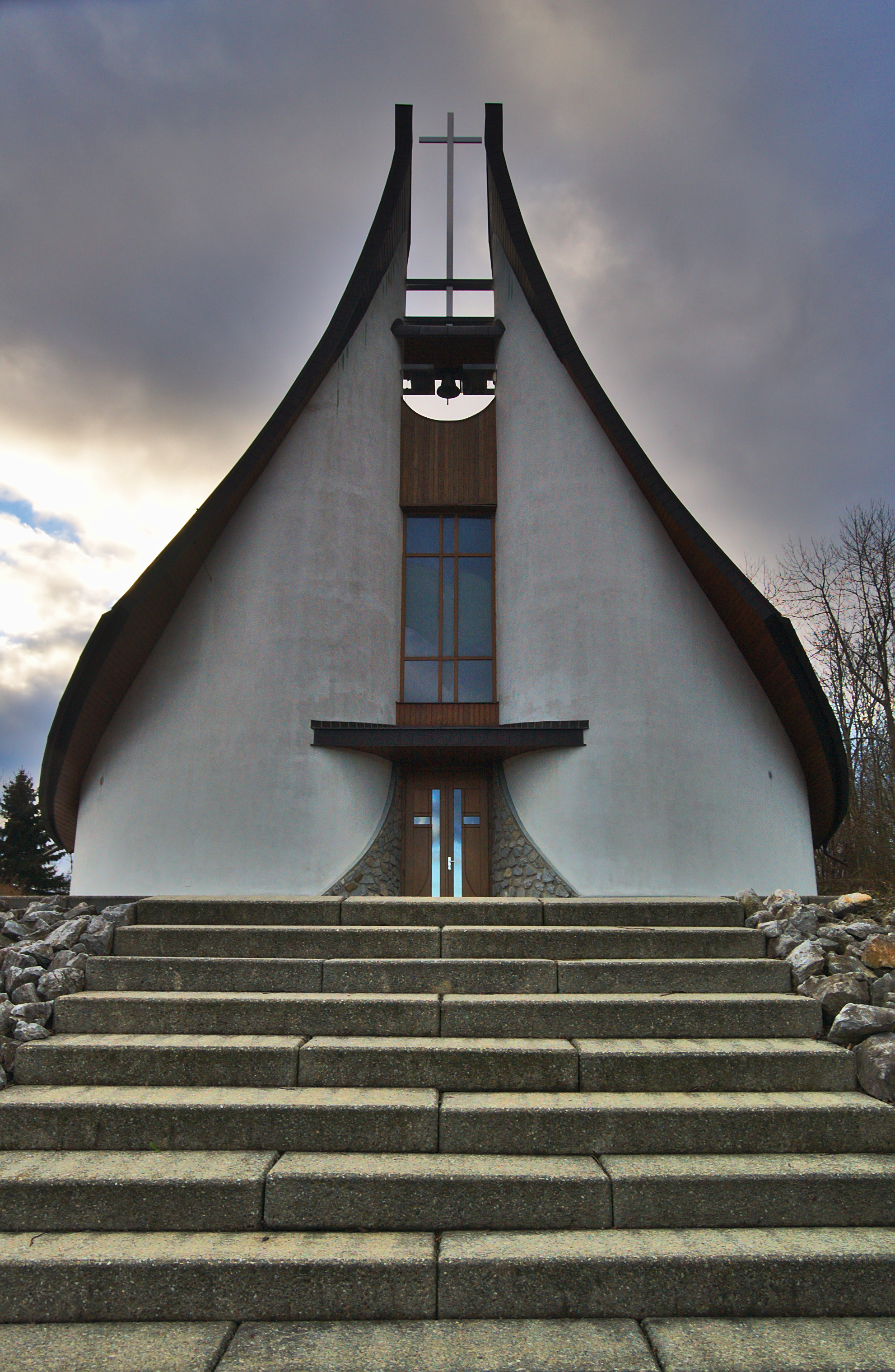
Kaple svatého Václava a Anežky České, Šošůvka